# Гарун ібн Алтунташ
Гарун ібн Алтунташ (*д/н — 1035) — правитель Хорезму в 1034—1035 роках.

## Життєпис
Син Алтунташа, хорезмшаха і валі (намісника) Герату в Газневідській державі. Після смерті батька у 1032 році дістав посаду валі Герату, проте не здобув хорезмшахства. Його призначено намісником в Хорезмі з меншими ніж у його батька правами. У відповідь Гарун вступив у таємний договір з тюрками-сельджуками, а потім Алі-Тегіном, правителем Караханідів в Мавераннахрі. У 1034 році відкрито повстав проти султана Масуда Газневі, повалив хорезмшаха Саїда, захопив Хорезм. Після цього надав притулок у своїх землях сельджукській орді.
У першій половині 1034 року спільно з сельджукидами та Караханідами виступив проти Масуда Газневі. Попередній успіх союзників завершився поразкою туркменів на чолі з Сельджукидами. Водночас сам Гарун не зміг зібрати війська, оскільки серед його оточення почалися чвари, інспіровані Масудом Газневі. Згодом Шахмелік Барані, очільник огузів у Дженді, завдав поразки туркменам Гаруна. Тому лише на початку 1035 року хорезмійське військо на чолі з Гаруном виступило на Мерв. Під час походу на Гаруна ібн Алтунташа вчинено замах, внаслідок чого той загинув. Слідом за цим почалася боротьба за владу в Хорезмі.